# Lochmaea scutellata
Lochmaea scutellata es una especie de insecto coleóptero de la familia Chrysomelidae.
Fue descrita científicamente en 1840 por Chevrolat.